# Argentozethus willinki
Argentozethus willinki är en stekelart som beskrevs av Stange 1979. Argentozethus willinki ingår i släktet Argentozethus och familjen Eumenidae. Inga underarter finns listade.